# Pireneitega involuta
Pireneitega involuta är en spindelart som först beskrevs av Wang et al. 1990.  Pireneitega involuta ingår i släktet Pireneitega och familjen mörkerspindlar. Inga underarter finns listade i Catalogue of Life.